# Лактанције
Лактанције (250-320), учитељ Константиновог сина Криспа, био је обраћен у хришћанство пред крај живота. Премештен са места професора реторике због ступања у хришћанство, Лактанције је постао неуморни критичар паганизма и један од бранилаца Хришћанске цркве. Његово дело „О смрти прогонилаца“ (De mortibus persecutorum) вероватно је настало 318. године и једно је од важнијих сведочанстава о првим данима похришћањеног Царства. У овом делу се први пут описује Константинова визија на Милвијском мосту, која је, према Лактанцију, довела Константина до победе над Максенцијем. Лактанције је био познат по свом углађеном стилу и ерудицији.